# Martial (évêque d'Uzès)
Pour les articles homonymes, voir Martial.
Martial est le 40e évêque d'Uzès, son épiscopat dure de 1375 à 1398.

## Biographie
1377 Le cardinal de Sainte-Sabine rend une sentence arbitrale sur les droits de l'évêque d'Uzès, au sujet de la correction et de la répression des excès et crimes commis par les chanoines.
1381 Il passe un traité avec les consuls, au sujet de la porte de l'évêché, qui donne accès dans la ville.
1383 Il souscrit au concile de Saint-Thibéry.
1392 Il confère à Jean Armand ou Ainard la vicairie perpétuelle du lieu de Pouzilhac.
1394 Il assiste à Paris à une assemblée de prélats.
1399 Une cédule appellatoire relevée par le cardinal d'Amiens, ancien prévôt d'Uzès, nous apprend que le siège était vacant.